# Miguel Amín
Miguel Amín Escaf (Barranquilla, 5 de septiembre de 1948) es un político y arquitecto colombiano de ascendencia libanesa, que se desempeñó como miembro de la Cámara de Representantes de Colombia por Atlántico y Senador de la República.

## Biografía
Nació en Barranquilla, capital del Departamento de Atlántico, en 1948, en el seno de una familia de empresarios de origen libanés. Es Arquitecto de la Universidad Pontificia Bolivariana.
En el campo público, se desempeñó como Secretario de Planeación de Barranquilla y Secretario de Obras Públicas del Departamento de Atlántico antes de pasar al Concejo de Barranquilla en 1988. Ocupó un puesto en el Concejo hasta 2002.
En las elecciones legislativas de Colombia de 2006 fue elegido Representante a la Cámara por Atlántico con 53.100 votos, y posteriormente en las elecciones legislativas de Colombia de 2010 fue reelecto Representante a la Cámara con 40.489 votos.
En las elecciones legislativas de 2014 dio el salto al Senado de la República, siendo electo con 83.944 votos y reelegido en las elecciones de 2018 con 69.295 votos. En el Senado fue miembro de la Comisión Cuarta, que presidió en la legislatura 2015-2016.